# Yarcombe
Yarcombe – wieś i civil parish w Anglii, w Devon, w dystrykcie East Devon. W 2011 civil parish liczyła 500 mieszkańców. Yarcombe jest wspomniana w Domesday Book (1086) jako Herticome/Erticoma.